# Kenza Dali
Kenza Dali (Sainte-Colombe, 31 luglio 1991) è una calciatrice francese di origini marocchine, centrocampista del San Diego Wave e della nazionale francese.

## Palmarès

### Club

#### Competizioni nazionali
- Campionato francese: 2

Olympique Lione: 2009-2010, 2016-2017
- Coppa di Francia: 1

Olympique Lione: 2016-2017

#### Competizioni internazionali
- UEFA Women's Champions League: 1

Olympique Lione: 2016-2017